# الس پلانس
الس پلانس (به لاتین: Els Plans) یک منطقهٔ مسکونی در آندورا است که در کانیلو واقع شده‌است. الس پلانس ۵۴ نفر جمعیت دارد.